# Калинівка (Глибочицька сільська громада)
Кали́нівка (МФА: [kɐˈɫɪɲiu̯kɐ] ( прослухати)) — село в Україні, у Глибочицькій сільській територіальній громаді Житомирського району Житомирської області. Населення становить 671 особу (2001).

## Населення

### Мова
Розподіл населення за рідною мовою за даними перепису 2001 року:
| Мова       | Відсоток |
| ---------- | -------- |
| українська | 99,55 %  |
| російська  | 0,45 %   |

## Історія
Поруч із селом міститься кілька поселень І тис. до Р. Х., III—V та XII-ХІІІ ст. та поселення VIII—X та Х-ХІІ ст.
У 1870 році, за кошти парафіян, було зведено дерев'яну церкву Покрови Богородиці. До парафії приписані села Вацко (зараз Глибочиця) та Гадзинка.
У 1906 році — село Левківської волості Житомирського повіту Волинської губернії. Відстань від повітового міста 10 верст, від волості 3. Дворів 152, мешканців 740.
Село постраждало внаслідок геноциду українського народу, проведеного урядом СРСР 1932—1933.
У 1929—56 роках — адміністративний центр Калинівської сільської ради Житомирського району.
12 червня 2020 року, відповідно до розпорядження Кабінету Міністрів України № 711-р «Про визначення адміністративних центрів та затвердження територій територіальних громад Житомирської області», територію та населені пункти Левківської сільської ради включено до складу Глибочицької сільської територіальної громади Житомирського району Житомирської області.